# Jackie Mudie
John Knight Mudie (Dundee, 10 de abril de 1930 - 2 de março de 1992) foi um futebolista e treinador escocês que atuava como atacante.

## Carreira
Jackie Mudie fez parte do elenco da Seleção Escocesa de Futebol, na Copa do Mundo de 1958.